# Lušci Palanka
Lušci Palanka (en serbe cyrillique : Лушци Паланка) est un village de Bosnie-Herzégovine. Il est situé dans la municipalité de Sanski Most, dans le canton d'Una-Sana et dans la fédération de Bosnie-et-Herzégovine. Selon les premiers résultats du recensement bosnien de 2013, il compte 251 habitants.

## Démographie

### Évolution historique de la population dans la localité
| 1948 | 1953 | 1961 | 1971 | 1981 | 1991  | 2013 |
| ---- | ---- | ---- | ---- | ---- | ----- | ---- |
| -    | -    | 709  | 706  | 930  | 1 079 | 251  |

|  |

### Communauté locale
En 1991, la communauté locale de Lušci Palanka comptait 2 914 habitants, répartis de la manière suivante :